# Волчье логово (телесериал, 1986)
«Волчье логово» (исп. Cuna de lobos) — мексиканский теленовелла 1986 года, производства продюсера Карлоса Тельеса для киностудии «Televisa», в главных ролях Гонсало Вега, Диана Брачо, Алехандро Камачо, Ребекка Джонс и Мария Рубио. Выход в эфир с 13 октября 1986 по 5 июня 1987 года на «Canal de las Estrellas».

## Сюжет
Супруги Каталина Криль и Карлос Лариос владеют собственной фармацевтической фирмой, но однажды, Карлос раскрывает давний секрет Каталины, и тогда та отравляет его, добавив яд в стакан с соком. Карлос оставляет после себя завещание, в котором говорится, что наследство достанется их сыновьям — Алехандро и Хосе Карлосу, но только в том случае, если у Алехандро появится наследник, а Хосе Карлос женится. Так начинается борьба за наследство.
Хосе Карлос не интересуется делами фирмы, и проигрывает все свои деньги, играя в карты, а Алехандро женат на Вильме — бесплодной женщине. Алехандро соблазняет девушку по имени Леонора Наварро и тайно женится на ней, а позже, та узнаёт, что беременна. Когда ребёнок рождается, Алехандро забирает его и исчезает, а Леонору приказывает убить, но она, в итоге, выживает, и решает отомстить семье Лариос и вернуть своего ребёнка.

## В ролях
- Мария Рубио — Каталина Криль де Лариос
- Гонсало Вега — Хосе Карлос Лариос
- Диана Брачо — Леонора Наварро
- Алехандро Камачо — Алехандро Лариос
- Ребека Джонс — Вильма Лариос де Ла Фуэнте
- Рауль Мерас — Карлос Лариос
- Кармен Монтехо — Эсперанса Мандухаме
- Лилия Арагон — Росалия Мендоса
- Карлос Камара — Рейнальдо Гутьеррес
- Роса Мария Бьянчи — Берта Москосо/Мишель Альбан
- Хосефина Эчанове — Эльвия
- Умберто Элисондо — инспектор Норберто Суарес
- Валли Барон — майор Луна
- Лурдес Каналес — Кармен «Кармелита»
- Магда Карина — Лусеро Эспехель
- Хулия Альфонсо — Лутесия
- Роберто Вандер — Хулио Сифуэнтес
- Маргарита Исабель — Элена Сифуэнтес
- Рамон Менендес — доктор Франк Синдель
- Хорхе Феган — Эскудеро «Ювелир»
- Мигель Гомес Чеса — Аугусто Теран
- Бланка Торрес — Клеотильде Таран
- Эдна Болкан — Паулина Педреро
- Луис Ривера — Маурисио Бермудес
- Энрике Муньос — адвокат Куриэль
- Карлос Пуле — Эдгар Лариос
- Мерседес Паскуаль — Ольга Ван Дер Сандт де Ла Фуэнте
- Ана Берта Эспин — Майра
- Энрике Идальго — доктор Эстебан Гамбоа
- Умберто Вальдепенья — доктор Мендиола
- Синтия Риверолл — Орнелла
- Энрике Рейес — Падре Монтальво